# Caradrina multifera
Caradrina multifera là một loài bướm đêm trong họ Noctuidae.